# Hellenolacerta graeca
Hellenolacerta graeca е вид влечуго от семейство Гущерови (Lacertidae). Видът е почти застрашен от изчезване.

## Разпространение и местообитание
Видът е ендемичен за Гърция. Неговите естествени местообитания са умерените гори, средиземноморската храстова растителност, скалистите местности и пасищата.